# Meliola palmicola
Meliola palmicola är en svampart som beskrevs av Georg Winter 1887. Meliola palmicola ingår i släktet Meliola och familjen Meliolaceae.   Inga underarter finns listade i Catalogue of Life.